# John Graunt

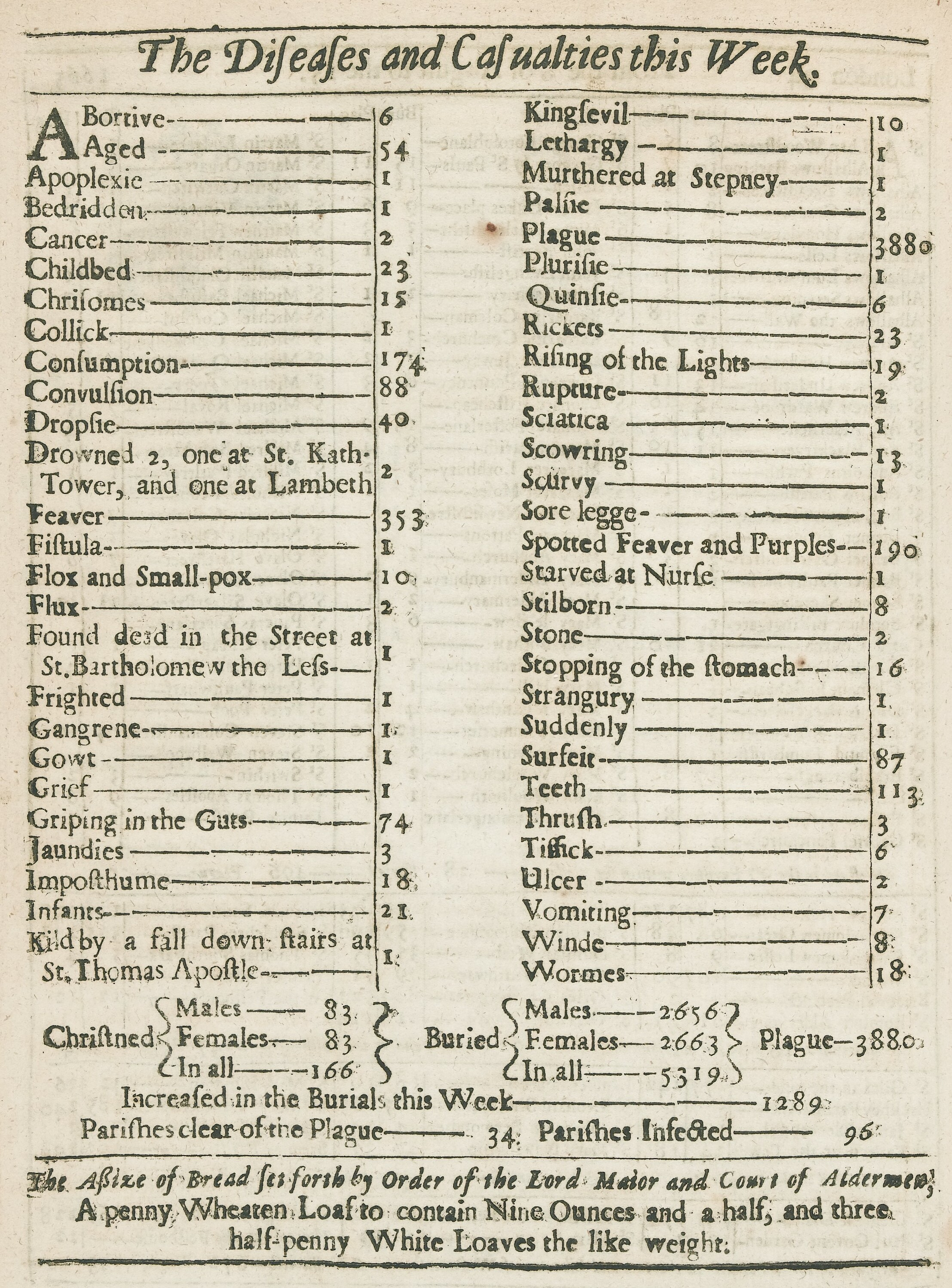
Een Bill of Mortality zoals degene waarop Graunt zich baseerde (15-22 augustus 1665)

John Graunt (Londen, 24 april 1620 – aldaar, 18 april 1674) was een Brits pionier binnen de demografie en de statistiek. Zijn werk rond mortaliteit was van belang voor het actuariaat.

## Leven
Van beroep was hij winkelier en verkocht hij naaiartikelen. Hij werd een koopman van enig aanzien en zetelde in het stadsbestuur.
In 1662 publiceerde hij zijn boek Natural and Political Observations Made upon the Bills of Mortality. Daarin bestudeerde hij mortaliteitspatronen in het vroegmoderne Londen op basis van de wekelijkse bills of mortality, die gebruikt werden om te waarschuwen voor uitbraken van de builenpest. Het liet voor het eerst een plausibele schatting van de stadsbevolking toe. Zijn cijfer van 384.000 inwoners wordt als behoorlijk accuraat beschouwd. Ook extrapoleerde hij naar een landelijke bevolking van 6 miljoen en stijgend, wat het aanvoelen ontkrachtte dat die sinds de oudheid afnam. Als eerste trok Graunt conclusies uit een groot geheel van sociale data, waarbij hij registratiefouten in overweging nam en controles uitvoerde aan de hand van andere bronnen.
Het boek werd goed ontvangen, kende meerdere edities en leverde hem een fellowship in de Royal Society op, dankzij een directe aanbeveling van koning Charles II. Later ging het hem minder goed voor de wind. Zijn huis werd vernietigd in de Grote brand van Londen en samen met andere financiële problemen leidde dit tot zijn faillissement. Hij werd in 1671-1672 nog warden van de Londense lakengilde, maar zijn bekering tot het katholicisme leverde hem vervolging op. Zijn dochter was in 1667 ingetreden in een vrouwengemeenschap in de Spaanse Nederlanden. In 1674 stond hij terecht voor recusatie, maar vóór er uitspraak werd gedaan overleed hij aan geelzucht op de leeftijd van 53 jaar.
Zijn werk werd voortgezet door zijn vriend William Petty in diens postume Political Arithmetic (1691).

## Voetnoten
1. ↑  Andrea A. Rusnock, Vital Accounts. Quantifying Health and Population in Eighteenth-Century England and France, 2002, p. 24. Gearchiveerd op 24 augustus 2023.
2. ↑  Ritchie Robertson, The Enlightenment. The Pursuit of Happiness 1680-1790, 2020, p. 336
3. 1 2  C.G. Lewin, "Graunt, John" in: Oxford Dictionary of National Biography, 2004. DOI:10.1093/ref:odnb/11306
4. ↑  Andrea A. Rusnock, Vital Accounts. Quantifying Health and Population in Eighteenth-Century England and France, 2002, p. 25. Gearchiveerd op 24 augustus 2023.

- Bibsys: 90328643
- Bibliothèque nationale de France: cb12301157f (data)
- CiNii: DA02135157
- Gemeinsame Normdatei: 120134969
- International Standard Name Identifier: 0000 0000 8111 1191
- Library of Congress Control Number: n84212577
- Bibliotheek van het Japanse parlement: 00441533
- Nationale bibliotheek van Australië: 35140884
- Nationale Bibliotheek van Israël: 987007279201905171
- Nederlandse Thesaurus van Auteursnamen: 069024707
- Réseau des bibliothèques de Suisse occidentale: 02-A003315732
- Istituto Centrale per il Catalogo Unico: CFIV064773
- Système universitaire de documentation: 031879055
- Trove: 839965
- Virtual International Authority File: 32062949
- WorldCat: E39PBJB4brpBdbWy9d7QXYWbh3